# Вержей (община)
Община Вержей (словен. Občina Veržej) — одна з общин Словенії. Адміністративним центром є місто Вержей.

## Населення
У 2011 році в общині проживало 1291 осіб, 636 чоловіків і 655 жінок. Чисельність економічно активного населення (за місцем проживання), 471 осіб. Середня щомісячна чиста заробітна плата одного працівника (EUR), 899,41 (в середньому по Словенії 987.39). Приблизно кожен другий житель у громаді має автомобіль (52 автомобілі на 100 жителів). Середній вік жителів склав 43,2 роки (в середньому по Словенії 41.8). 